# Joffre (pâtisserie)

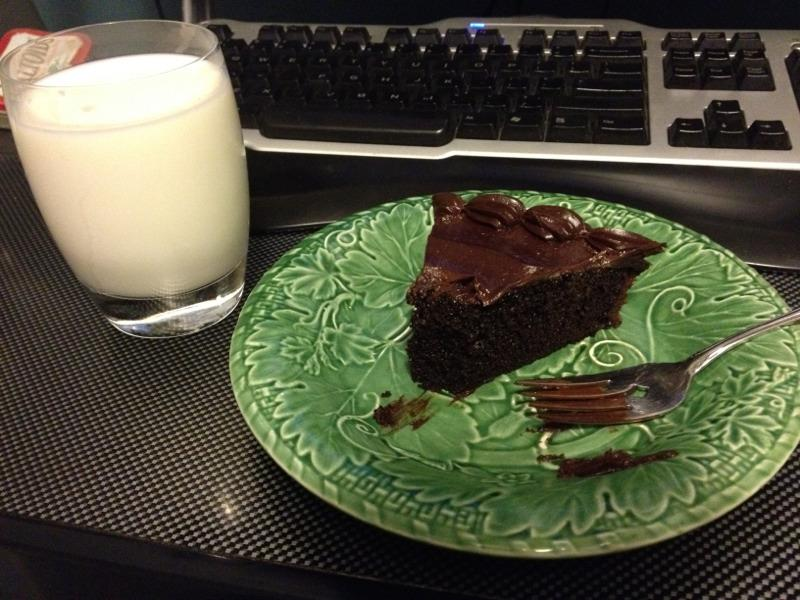
Une part de Joffre.

Le Joffre est un gâteau au chocolat, d'origine roumaine, de forme cylindrique, fourré d'une ganache au chocolat et glacé au chocolat.

## Histoire
Cette pâtisserie a été créée en janvier 1920, après la Première Guerre mondiale, quand le maréchal Joffre partit en Roumanie afin de remettre au nom de la France la médaille militaire au roi Ferdinand Ier de Roumanie et la Croix de guerre à la ville de Bucarest au Palais des Arts du parc Carol à Bucarest. Après cette cérémonie, un banquet fut organisé au fameux restaurant Casa Capșa, où un pâtissier créa un gâteau au chocolat nommé « Joffre » en l'honneur du prestigieux invité.

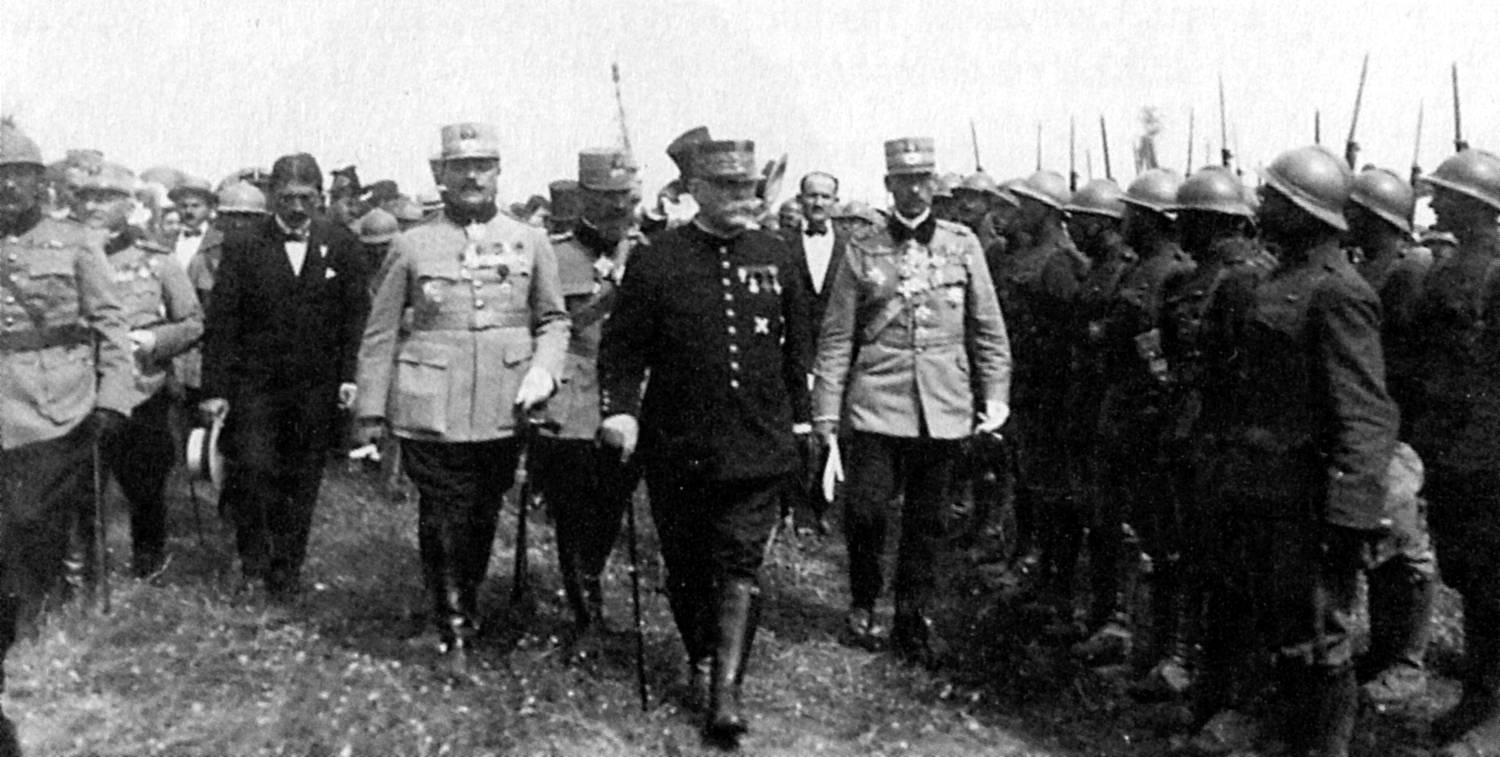
Le voyage du maréchal Joffre en Roumanie.

Le gâteau, à la fois aimé du général mais aussi des Roumains, est devenu depuis un classique de la pâtisserie roumaine. Un musée de Rivesaltes fait le pari de le faire déguster dans la ville natale du maréchal.
Lors des journées du patrimoine et dans le cadre des 600 ans du muscat de Rivesaltes, la maison musée-natale du maréchal Joffre présente le gâteau Joffre pour le faire redécouvrir au public.